# Andrea Milroy
Andrea María Milroy Díaz là một chủ nhân cuộc thi, sinh ra ở Caracas, Venezuela vào ngày 4 tháng 4 năm 1984. Cô là đại diện chính thức của Venezuela tham dự cuộc thi Hoa hậu Thế giới 2004 được tổ chức tại Sanya, Trung Quốc vào ngày 6 tháng 12 năm 2004.
Milroy, cao 5 ft 8,5 in (1,74 m), dự thi cuộc thi sắc đẹp quốc gia Hoa hậu Venezuela 2004, vào ngày 23 tháng 9 năm 2004 và đạt danh hiệu Hoa hậu Thế giới Venezuela. Cũng giành được giải thưởng đặc biệt của Gương mặt đẹp nhất và Hoa hậu thanh lịch. Cô đại diện cho bang Trujillo.